# The Great American Bash 2007
The Great American Bash 2007 a avut loc în 22 iulie, la HP Pavilion în San Jose, California. Melodia oficială este "The Church of Hot Addiction" de Cobra Starship. Posterul promoțional îl conține pe Rey Mysterio.

## Meciuri
| #                                        | Rezultat                                                                                            | Stipulație                                                | Timp  |
| ---------------------------------------- | --------------------------------------------------------------------------------------------------- | --------------------------------------------------------- | ----- |
| Dark                                     | Chuck Palumbo derrotou Chris Masters                                                                | Singles match                                             |       |
| 1                                        | Montel Vontavious Porter (c) l-a învins pe Matt Hardy                                               | Singles match pentru United States Championship           | 12:55 |
| 2                                        | Hornswoggle i-a învins pe Chavo Guerrero (c), Jimmy Wang Yang, Shannon Moore, Funaki și Jamie Noble | Cruiserweight Open pentru WWE Cruiserweight Championship  | 06:59 |
| 3                                        | Carlito l-a învins pe The Sandman                                                                   | Singapore Cane on a Pole match                            | 05:31 |
| 4                                        | Candice Michelle (c) a învins-o pe Melina                                                           | Singles match pentru Women's Championship                 | 06:22 |
| 5                                        | Umaga (c) l-a învins pe Jeff Hardy                                                                  | Singles match pentru Intercontinental Championship        | 11:20 |
| 6                                        | John Morrison (c) l-a învins pe CM Punk                                                             | Singles match pentru ECW World Championship               | 07:50 |
| 7                                        | Randy Orton l-a învins pe Dusty Rhodes                                                              | Texas Bullrope match                                      | 05:40 |
| 8                                        | The Great Khali (c) i-a Kane și Batista                                                             | Triple threat match pentru World Heavyweight Championship | 10:04 |
| 9                                        | John Cena (c) l-a învins pe Bobby Lashley                                                           | Singles match pentru WWE Championship                     | 15:53 |
| (c) – indică campionul înaintea meciului | |                                                           |       |